# ستيفن غريغوري
ستيفن غريغوري،ولد في 9 ماي 1995 في كرانبروك في كولومبيا البريطانية, هو لاعب كندي من هوكي الجليد. و لعب حياته المهنية في دوري الهوكي الوطني مع ديترويت ريد وينغز بين 1983 و 2006. في نهاية مسيرته قد رصع مع العديد من القضايا الصحية ، بما في ذلك الركبة ، مما دفع إغلاقها في عام 2006. في 30 يناير 2006 ، وقال انه يقبل منصب المدير العام لفريق كندا ، لتحل محل واين جريتزكي.

## روابط خارجية
- ستيفن غريغوري على موقع دوري الهوكي الوطني (الإنجليزية)
- ستيفن غريغوري على موقع EliteProspects.com (الإنجليزية)
- ستيفن غريغوري على موقع HockeyDB.com (الإنجليزية)
- ستيفن غريغوري على موقع Hockey-Reference.com (الإنجليزية)
- ستيفن غريغوري على موقع اللجنة الأولمبية الدولية (الإنجليزية)
- ستيفن غريغوري على موقع أوليمبيديا (الإنجليزية)
- ستيفن غريغوري على موقع اللجنة الأولمبية الكندية (الإنجليزية)
- ستيفن غريغوري على موقع قاعة كندا للمشاهير الرياضية (الإنجليزية)